# Esbogård

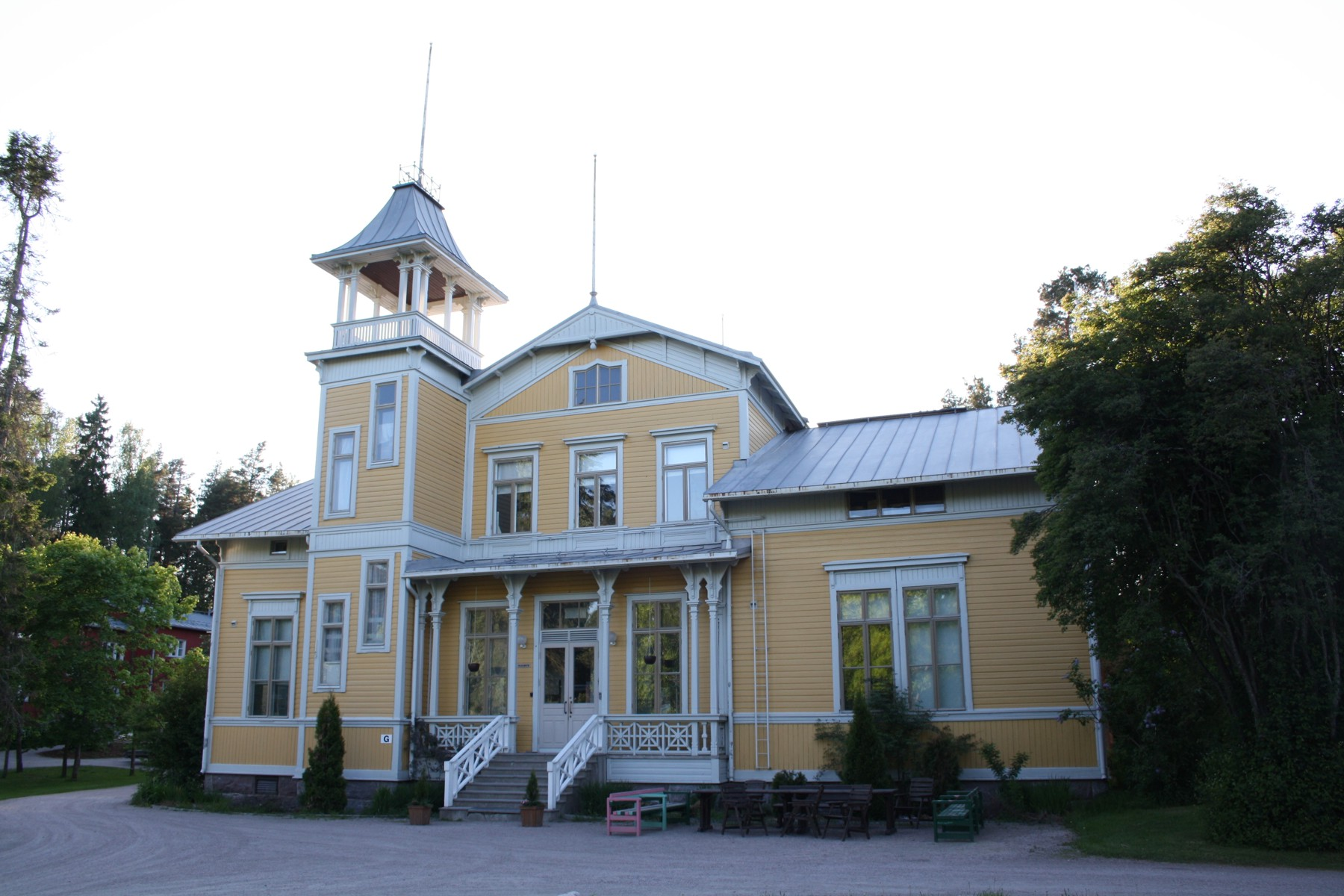
Finns folkhögskola ligger i Esbogård

Esbogård [-gå:'rd] (finska: Espoonkartano) är en stadsdel i Esbo stad och hör administrativt till Stor-Köklax storområde. 
Esbogård är ett gammalt bynamn som kommer från herrgårdsnamnet Esbo gård (fi. Espoon kartano). Det förekommer i dokument redan år 1495, och år 1556 som Espeby grd. Kung Gustav Vasa ansåg det vara nödvändigt att grunda en kungsgård i området och fogde Anders Korp skötte om de nödvändiga arrangemangen. Landområdena som skulle tillhöra Esbo kungsgård stadfästes år 1556. Huvudbyggnaden och kavaljersflygeln, båda i två våningar uppfördes 1796 och 1801.
Qvarnbro, Finlands äldsta landsvägsbro somfortfarande är i bruk, färdigställd senast 1778, finns i Esbogård. Invid finns även bron Sågbro, byggd mellan 1778 och 1816.
Byggbolaget YIT köpte stora landområden av släkten Ramsay i Esbogård år 2002 och planerar ett bostadsområde i området.
Finns folkhögskola samt byarna Mankby, Myntböle och Träskby (fi.: Järvikylä) ligger i Esbogård. I Esbogård verkar även Finns sommarteater. 